# Ergometer

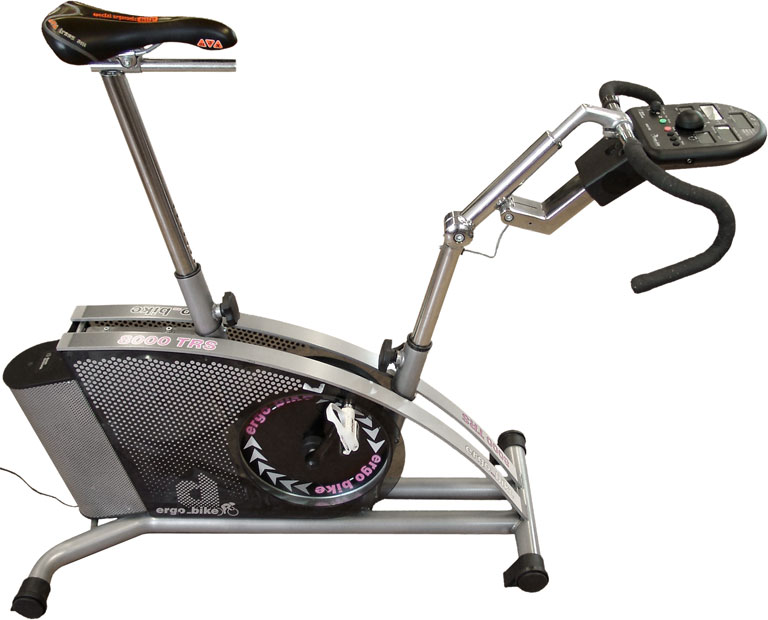
Ergometer

Een ergometer (Watt Control) is een apparaat waarmee de hoeveelheid arbeid die een lichaam of deel van een lichaam verricht, gemeten kan worden. Met een ergometer kan constant getraind worden met een van tevoren ingesteld vermogen/weerstand. Het vermogen wordt weergegeven in watt. De ergometer-functie heeft overeenkomsten met een heart-rate-control-functie (HRC-functie), omdat ze beiden de weerstand reguleren. Enkel, HRC houdt het vermogen op de ingestelde waarde met behulp van de hartslag, terwijl de ergometer puur kijkt naar het van tevoren ingestelde vermogen.
Er zijn twee typen ergometers, namelijk een trapfrequentie-afhankelijke en trapfrequentie-onafhankelijke ergometer.
Bij een trapfrequentie-afhankelijke ergometer verandert het wattage en dus weerstand op basis van het eigen opgeleverde vermogen,
een trapfrequentie-onafhankelijke ergometer blijft dezelfde weerstand geven en het wattage loopt niet verder op naarmate meer inspanning geleverd wordt.
Betere ergometers hebben vaak de mogelijkheid om via de computerinterface te switchen van modus en hebben dus beide typen in één gecombineerd.